# Batalha de Livorno

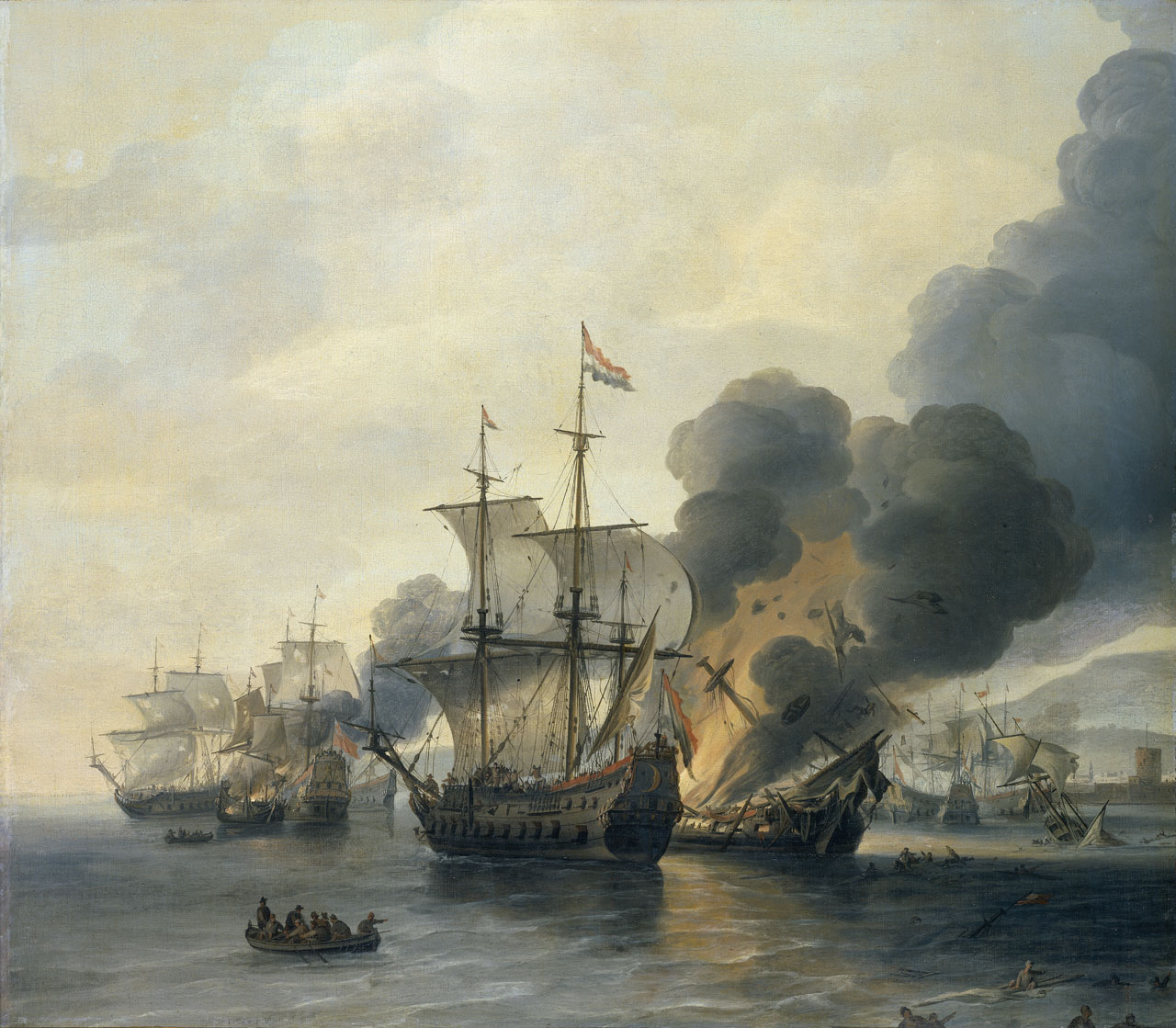
Batalha de Livorno, de van Diest.

A Batalha de Livorno ocorreu em 4 de março de 1653 (14 de Março de calendário gregoriano), durante a Primeira Guerra Anglo-Holandesa, perto de Leghorn (Livorno), Itália. Foi uma vitória de um esquadrão holandês sob o comando do comodoro Johan van Galen sobre um esquadrão inglês sob o comando do capitão Henry Appleton. Posteriormente, outro esquadrão inglês sob o comando do capitão Richard Badiley, ao qual Appleton tentava se juntar, chegou ao local a tempo de observar a captura dos últimos navios do esquadrão de Appleton, mas foi superado em número e forçado a retornar a Porto Longone.

## Antecedentes
Em 1652, o governo da Comunidade da Inglaterra, acreditando erroneamente que as Províncias Unidas após sua derrota na Batalha de Kentish Knock desistiriam de trazer a frota, dividiu sua frota entre o Mediterrâneo e as águas domésticas. Essa divisão de forças levou a uma derrota na Batalha de Dungeness em dezembro de 1652 e, no início de 1653, a situação no Mediterrâneo também era crítica. O esquadrão de seis navios de Appleton (incluindo quatro mercantes contratados) ficou preso em Leghorn por uma frota holandesa de 16 navios bloqueando, enquanto Richard Badiley de oito (incluindo também quatro mercantes contratados) estava em Elba.
A única esperança para os ingleses era combinar suas forças, mas Appleton partiu cedo demais e se envolveu com os holandeses antes que Badiley pudesse chegar para ajudar. Três de seus navios foram capturados e dois destruídos e apenas um (Mary), navegando mais rápido que os navios holandeses, escapou para se juntar a Badiley. Badiley enfrentou os holandeses, mas estava em grande desvantagem numérica e recuou.
A batalha deu o comando holandês do Mediterrâneo, colocando o comércio inglês com o Levante à sua mercê, mas Van Galen foi mortalmente ferido, morrendo em 13 de março.
Um dos capitães holandeses na batalha era filho do tenente-almirante Maarten Tromp, Cornelis Tromp, que se tornaria um famoso almirante.

## Navios envolvidos

### Províncias Unidas da Holanda
Johan van Galeno

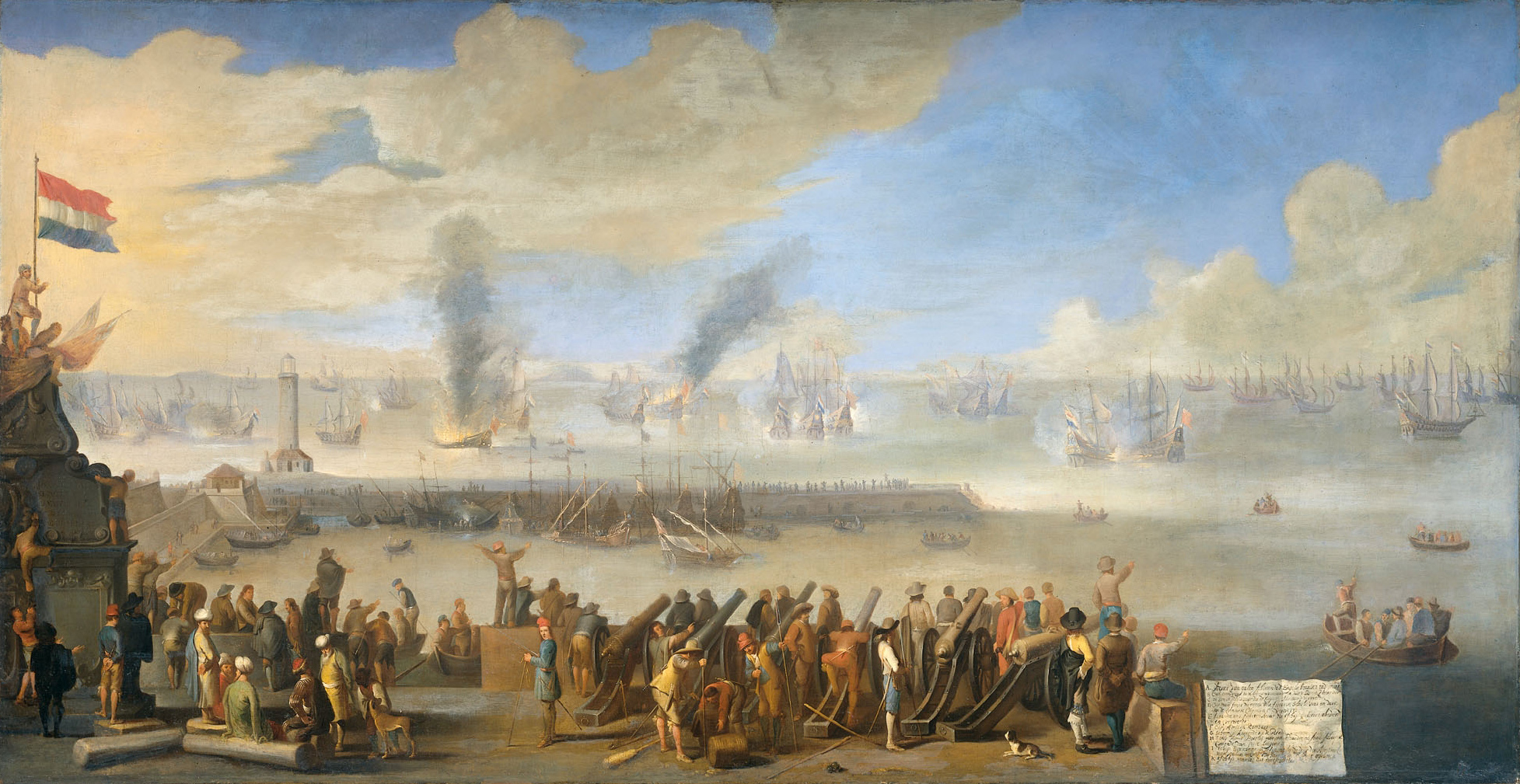
A batalha de Leghorn. Johannes Lingelbach

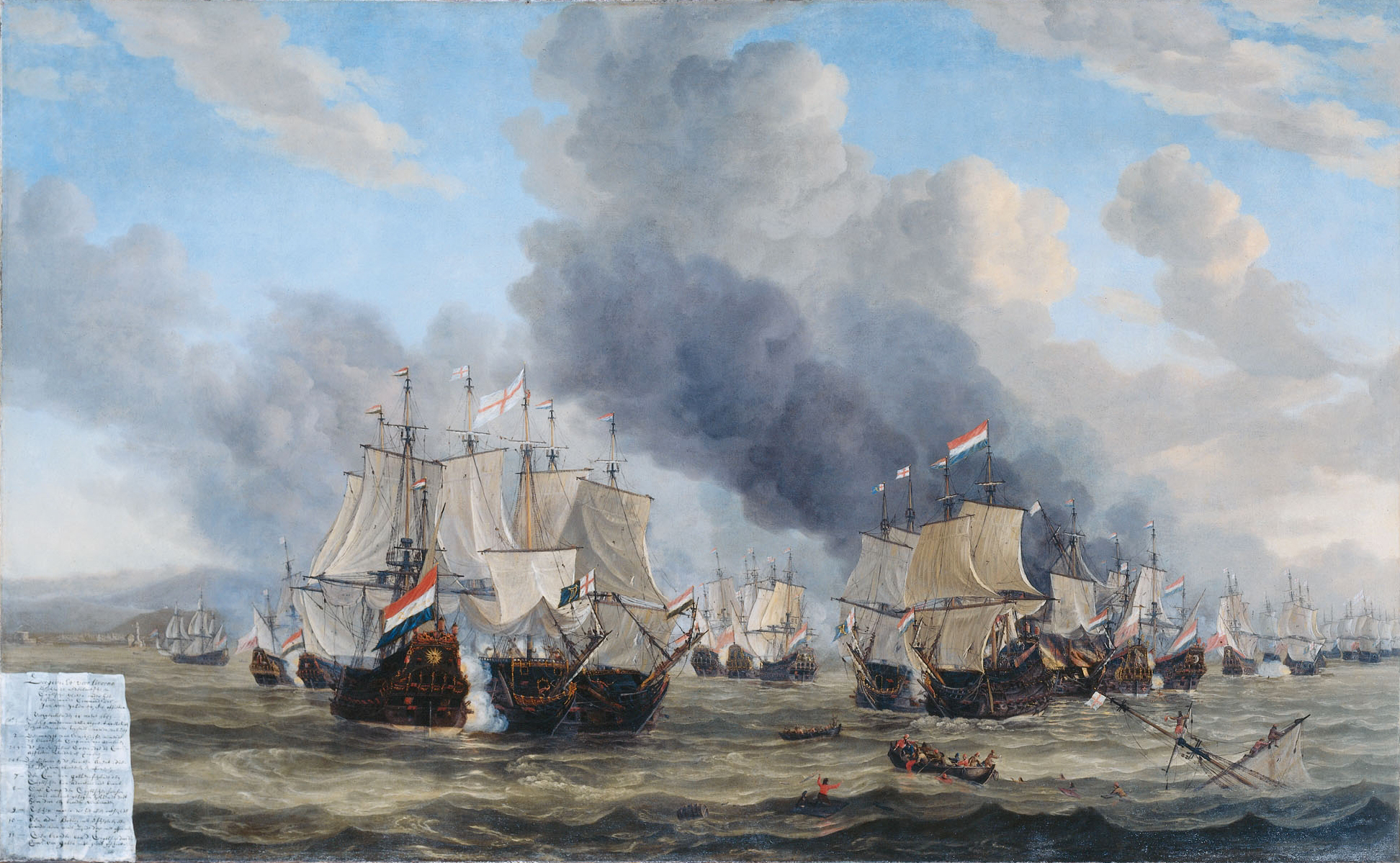
A Batalha de Leghorn, 1653 por Reinier Nooms

- Vereenigde Provincien / Zeven Provincien (Províncias Unidas/Sete Províncias) 40 (bandeira)
- Eendracht (Concord) 40 (Jacob de Boer)
- Maan (Lua) 40 (Cornelis Tromp)
- Ter Goes 40 (Jan Richewijn)
- Zon (Dom) 40 (Pieter van Zalingen)
- Zutphen 36 (Jan Uijttenhout)
- Maagd van Enkhuysen (Donzela de Enkhuysen) 34 (Jan Roetering)
- Jonge Prins (Jovem Príncipe) 28 (Cornelis Barentszoon)
- Julius Caesar 28 (mercante contratado) (Jacon Janszoon Roocher)
- Witte Olifant (White Elephant) (contratado comerciante italiano Elefante Bianco ) 28 (Sijbrant Janszoon Mol)
- Madonna della Vigna 28 (mercante contratado) (Harman Sonne) - encalhou ao norte do porto de Livorno, mas salvou
- Susanna 28 (mercante contratado) (Daniel Janszoon de Vries)
- Zwarte Arend (Black Eagle) 28 (Pieter Janszoon van Bontebotter)
- Salomons Oordeel (Julgamento de Soloman) 28 (mercante contratado) (Meijndert Theunissen van Oosterwout)
- Roode Haes (Red Hare) 28 (mercante contratado) (Adriaan Rodenhaes)
- Ster (Star) 28 (mercante contratado) (Hendrik Govertszoon)

O Eendracht e Jonge Prins eram navios do Almirantado Noorderkwartier, todos os outros (incluindo os mercadores contratados) pertenciam ao Almirantado de Amsterdã.

### Comunidade da Inglaterra
Esquadrão do Capitão Henry Appleton
- Bonaventure 44 (Stephen Lyne) - Explodido por Vereenigde Provincien
- Leopard 48 ('carro-chefe' de Appleton) - Capturado (por Eendracht ?)
- Samson 40 (mercante contratado, Edmund Seaman) - Queimado por fireship
- Mary 30 (mercante contratado, Benjamin Fisher)
- Peregrine 30 (mercante contratado, John Wood) - Capturado por Zwarte Arend
- Comerciante do Levante 28/30? (mercante contratado, Stephen Marsh) - Capturado por Maagd van Enkhuysen

Esquadrão do Capitão Richard Badiley
- Paragon 52 ('carro-chefe' de Badiley)
- Fênix 36 (Owen Cox)
- Elizabeth 36 (Jonas Reeves)
- Constant Warwick 32 (Upshott)
- Mary Rose 32 (mercante contratado, John Turtley)
- Lewis 30 (mercante contratado, William Elle)
- William e Thomas 30 (mercante contratado, John Godolphin)
- Thomas Bonaventure 28 (mercante contratado, George Hughes)
- ? (bombardeiro, Peter Whyting)

O navio de fogo está listado como Charity em Mariner's Mirror vol. 49, mas de acordo com Mariner's Mirror vol. 24 esse navio foi gasto durante uma ação ao largo de Plymouth em 27 de agosto de 1652.